# 可租可買計劃
可租可買計劃（英語：Buy or Rent Option Scheme（BRO））是香港房屋委員會於1999年所推行的其中一項置業資助計劃，協助在出租公屋輪候冊上的人士可不需等候出租公屋單位而以綠表居屋價購買指定的當時新建公共屋邨。政府於2002年11月政府宣告停售居屋後，再沒有推行可租可買計劃的新單位，隨後亦在2003年終結這個計劃。

## 推行目的
- 可租可買計劃為準出租公屋租戶提供額外機會，提早實現置業夢想。合資格的申請人成功置業後，會獲得按揭補助金。補助金分6年按月發給，總額最高可達港幣162,000元。單身申請人可獲的補助金，為家庭申請人的一半。

## 售價標準
- 可租可買計劃推出的樓宇全部均為和諧式大廈，售價標準需低於居屋計劃（居者有其屋計劃）的單位的售價（因新型的居屋康和式及新十字型大廈單位質素較佳），而高於租置計劃（租者置其屋計劃）單位的售價（因租置計劃的單位涉及樓齡已滿10年的原Y型出租公屋大廈單位）。

## 推行屋苑
- 指定的屋苑並非整個屋苑所有樓宇都納入這個計劃，只是指定的屋苑某一座或數座樓宇的單位納入，其餘座數的單位同時作為出租公屋或居屋出售（除非申請反應熱烈，才會將其他用作出租公屋的樓宇撥入此計劃出售，而出租單位業權份數亦已預先分割以作預備，但未曾執行；若指定大廈沒有單位售出，將直接轉為租住公屋出租，而不會另行重售），而指定的樓宇便成為私人樓宇，房屋署不會協助樓宇進行大廈維修、檢查升降機、清洗天台大廈水缸等出租公屋享有的服務，需自立法團解決問題。
- 指定為可租可買計劃的屋苑分別是旺角海富苑、將軍澳彩明苑、天水圍天頌苑及粉嶺雍盛苑。
- 曾選為可租可買計劃的屋苑將軍澳健明苑（現稱健明邨）、屯門富泰苑（現稱富泰邨）、長洲雅寧苑及東涌逸東苑（現稱逸東邨），其中健明苑、雅寧苑及逸東苑（新和諧一型樓宇）因屋苑尚未落成，政府已宣告停售居屋而改為租住公屋出租，其他屋苑則因政府於2000年推出的縮短出租公屋輪候年期政策，而與擬於同期發售的居屋第23期乙單位一併改作出租公屋。此外，顯耀邨於列入此計劃兩個月後，因可租可買計劃的失敗而重撥作出租公屋之用。

### 第一期
- 1999年6月推出，推出樓宇旺角海富苑海寧閣、天水圍天頌苑（頌澤閣和頌琴閣）及粉嶺雍盛苑雍薈閣。剩餘單位撥入居者有其屋第21期甲[1]。

### 第二期
- 原擬於2000年6月推出，推出將軍澳彩明苑（彩富閣、彩貴閣、彩榮閣、彩耀閣），但因資助出售房屋計劃調整而被腰斬[2]，最後改回出租公屋。曾考慮配合居屋銷售期推出[3]。

### 規劃好但沒有納入任何期數推出的屋苑
- 將軍澳健明苑健晴閣（現稱：健明邨健晴樓）
- 屯門富泰苑愛泰閣（現稱：富泰邨愛泰樓）（原擬與居屋第23期乙一併於「可租可買計劃」第2期推出[4]）
- 天水圍天恆苑恆健、恆貴及恆富閣（現稱：天恆邨恆健、恆貴及恆富樓）（原擬與居屋第23期乙一併於「可租可買計劃」第2期推出[4]）
- 長洲雅寧苑峻澤閣
- 東涌逸東苑部份樓宇（現稱：逸東邨）（和諧一型大廈原擬與居屋第23期乙於「可租可買計劃」第2期一併推出[4]）
- 馬鞍山錦豐苑錦莉、錦荷及錦蘭閣（改於剩餘居屋計劃第3、4期推出）[5]
- 沙田顯耀邨[6]
- 葵涌葵涌邨五期（舊方案）[7]

## 爭議
- 由於此計劃被批評所指定的屋苑偏遠，可選單位非常少及單位面積偏細小，又對已居住出租公屋居民不公平，因出租公屋單位住戶是需用多年的時間等候購買居屋的機會，計劃的對象亦主要是收入為輪候冊入息限額七成或以上的準租戶，而購買單位的風險較租住公屋為高，而且準租戶一旦購買了單位，便不得再有租住公屋。由於種種的限制，導致參加的人數不多。